# 요한 네이스컨스
요하네스 "요한" 야코뷔스 네이스컨스(네덜란드어: Johannes "Johan" Jacobus Neeskens, 1951년 9월 15일~2024년 10월 6일)는 공격형 미드필더로 활약하였던 네덜란드의 축구인였다.

## 클럽 경력
AFC 아약스와 FC 바르셀로나 등에서 큰 활약을 펼쳤다

## 국가대표팀 경력
네덜란드 축구 국가대표팀의 핵심 선수로서, 네덜란드가 1974년 FIFA 월드컵과 1978년 FIFA 월드컵에서 준우승을 거두는 데에 크게 공헌하였다.

## 지도자 경력
FC 바르셀로나의 프랑크 레이카르트 감독 아래에서 수석 코치를 지냈으며 2007-08 시즌을 마지막으로 프랑크 레이카르트와 함께 팀을 떠났고, 그 후에는 네덜란드 2군의 감독을 맡았다. 2009-10 시즌에 갈라타사라이 SK에서 프랑크 레이카르트와 다시 만나 일하였다.

## 수상 내역

#### 클럽
- 에레디비시 : 1972, 1973
- KNVB컵 : 1971, 1972
- 유로피언컵 : 1971, 1972, 1973
- 유로피언 슈퍼컵 : 1972, 1973
- 인터콘티넨털컵 : 1972
- 국왕컵 : 1978
- 유로피언컵 위너스컵 : 1979
- FIFA 월드컵 준우승 : 1974, 1978
- UEFA 유로 3위 : 1976

#### 개인
- FIFA 월드컵 실버부트 : 1974
- 라리가 올해의 외국인 선수 : 1975-76
- 발롱도르 드림팀 브론즈 : 2020
- FIFA 100 : 2004